# Högland, Dorotea kommun
Högland är en tidigare småort i Dorotea distrikt (Dorotea socken) i Dorotea kommun, Västerbottens län (Lappland). Orten betecknadas av SCB som småort fram till 2005, varefter befolkningen minskade så att statusen som småort upphört 2010.

## Befolkningsutveckling
| Befolkningsutvecklingen i Högland 1995–2005 | Befolkningsutvecklingen i Högland 1995–2005 | Befolkningsutvecklingen i Högland 1995–2005 | Befolkningsutvecklingen i Högland 1995–2005 | Befolkningsutvecklingen i Högland 1995–2005 |
| ------------------------------------------- | ------------------------------------------- | ------------------------------------------- | ------------------------------------------- | ------------------------------------------- |
|                                             |                                             |                                             |                                             |                                             |
| År                                          |                                             |                                             | Folkmängd                                   | Areal (ha)                                  |
| 1990                                        | 1990                                        |                                             | 83                                          | 33#                                         |
| 1995                                        | 1995                                        |                                             | 82                                          | 34#                                         |
| 2000                                        | 2000                                        |                                             | 73                                          | 34#                                         |
| 2005                                        | 2005                                        |                                             | 70                                          | 34#                                         |
| Anm.: # Som småort.                         |                                             |                                             |                                             |                                             |